# Viviendo el mar
Viviendo el mar es un programa de televisión de España que se emitió cada martes, a las 01h00, en La 1 de Televisión Española. El programa se estrenó el 23 de septiembre de 2014 y estuvo presentador por diversos reporteros puestos en materia marítima (Manuel Casal, Blanca Sáez, Xavier Moreno, Rosario Santamaría, Carolina Maratón, Raquel Vega, Virginia González, Joan López o Anaïs Oliveros.

## Formato
Viviendo el mar, es un nuevo programa de telerrealidad a cargo de Radio Televisión Española en el que varios periodistas muestran la cultura marítima recorriendo de norte a sur y de este a oeste nuestro país alrededor del mar y todas las actividades que ello conlleva, por ejemplo el surf, la vela, la pesca o los cruceros. Cada capítulo de 45 minutos mostrará cinco lugares del España y su actividad marítima correspondiente.

## Audiencias
| Temporada | Temporada | Episodios | Estreno                  | Final                   | Audiencia media | Audiencia media | Audiencia media |
| Temporada | Temporada | Episodios | Estreno                  | Final                   | Espectadores    | Cuota           |                 |
| --------- | --------- | --------- | ------------------------ | ----------------------- | --------------- | --------------- | --------------- |
|           | 1         | 8         | 23 de septiembre de 2014 | 11 de noviembre de 2014 | 310 000         | 7,0%            |                 |

## Temporada 1: 2014
| Programa | Título del programa                                                           | Fecha de emisión         | Espectadores | Share |
| -------- | ----------------------------------------------------------------------------- | ------------------------ | ------------ | ----- |
| 1x01     | Guipúzcoa, Santander, Arona, Algeciras e Islas Baleares                       | 23 de septiembre de 2014 | 222 000      | 5,5%  |
| 1x02     | Galicia, Santoña, Laredo, Cadaqués, Nerja y Candás                            | 30 de septiembre de 2014 | 381 000      | 7,8%  |
| 1x03     | Costa da Morte, Barcelona, Benidorm, Cala Figuera y Cartagena                 | 7 de octubre de 2014     | 258 000      | 5,1%  |
| 1x04     | San Juan de Gaztelugatxe, Avilés, San Lucas de Barrameda, Tabarca y Barcelona | 14 de octubre de 2014    | 396 000      | 8,5%  |
| 1x05     | O Grove, L'Ametlla de Mar, Santander, Cabrera y Comunidad Valenciana          | 21 de octubre de 2014    | 256 000      | 7,1%  |
| 1x06     | Costa Brava, Almería, Arona, Ferrol y Melilla                                 | 28 de octubre de 2014    | 529 000      | 5,4%  |
| 1x07     | Palamos, Bilbao, Marbella, Tarifa y Cullera                                   | 4 de noviembre de 2014   | 217 000      | 8,9%  |
| 1x08     | Isla Cristina, Zumaya, Guetaria, Islas Canarias y Gandía                      | 11 de noviembre de 2014  | 224 000      | 8,0%  |